# Юзеф Рибак (генерал)
Юзеф Артур Рибак (пол. Józef Artur Rybak; нар. 7 квітня 1882, Делятин, Надвірнянський повіт, Королівство Галичини та Володимирії, Австро-Угорщина — пом. 8 травня 1953, Краків, Краківське воєводство, Польська Народна Республіка) — дивізійний генерал Війська Польського, армійський інспектор, кавалер.

## Біографія

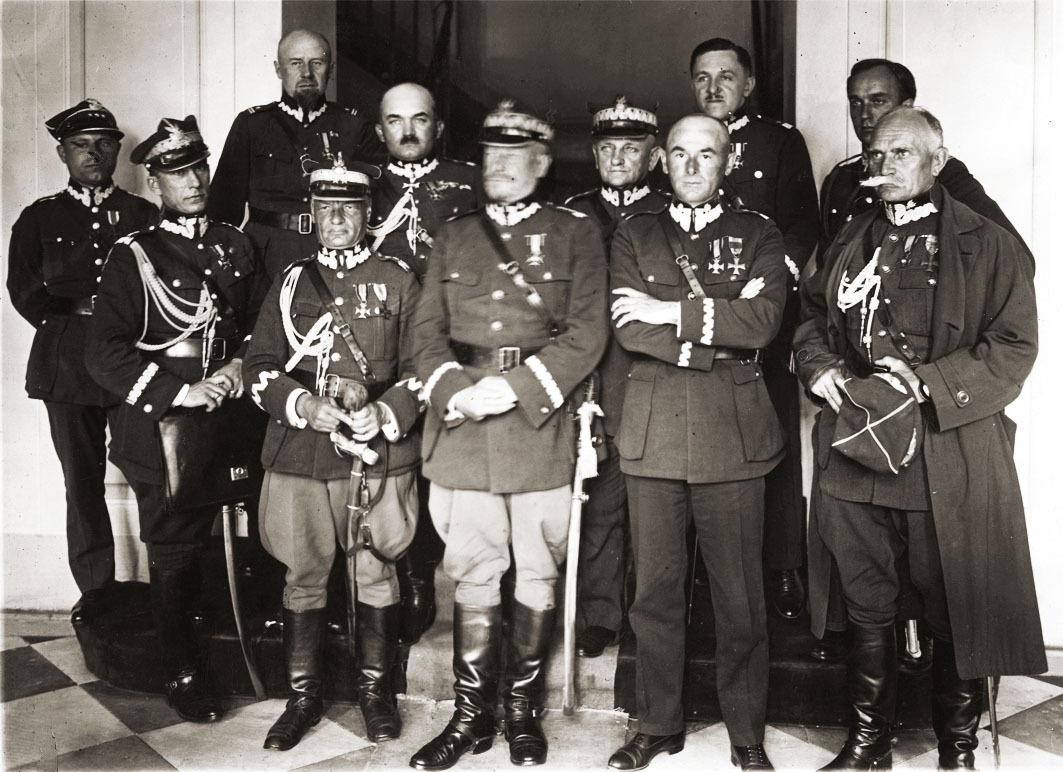
Конференція армійських інспекторів у Варшаві, початок 1926 року. Перший ряд зліва: ген. Мечислав Норвід-Нойгебауер, ген. Ян Ромер, ген. Люціан Желіговський, ген. Едвард Ридз-Сміглий, ген. Олександр Осінський. Другий ряд зліва: майор Олександр Пристор, ген. Юзеф Рибак, ген. Леонард Скерскі, ген. Тадеуш Піскор, полковник Тадеуш Каспшицький.

Він народився 7 квітня 1882 року в місті Делятин Надвірнянського повіту Королівства Галичини та Володимирії, у родині лікаря Леона та Емілії, уродженої Ґебель. Він був євангелістів-реформаторів.
У 1897 році закінчив німецьку неповну гімназію в Бельську, а в 1901 році — Артилерійську юнкерську школу у Відні. Разом з Рудольфом Прічом 1 вересня 1901 року був призначений у чин кадет-підофіцера зі старшинством і включений до полку Корпусної артилерії № 1 у Кракові. Призначений у чині підпоручика за вислугою років з 1 листопада 1902 року в артилерійському офіцерському корпусі.
Як професійний артилерійський офіцер, він піднявся до командного та штабного складу в Кракові та Сараєво. У 1905—1907 роках був студентом військової школи у Відні. 31 жовтня 1907 року йому було призначено чин поручика за вислугою років (підвищення за виборами). У тому ж році, після закінчення навчання і отримання звання офіцера, призначеного до Генерального штабу, він був направлений до артилерійського управління військового командування в Задарі, залишаючись надлишковим офіцером Корпусного артилерійського полку № 1.  Пізніше служив начальником штабу фортеці Мостар. У 1908 році був призначений до Залізничного управління Генерального штабу у Відні, яке займалося транспортом і постачанням армії.  Своє призначення до Генерального штабу генерал Рибак вважав відзнакою завдяки своїй кваліфікації та результатам роботи. В Управлінні залізниці він служив півроку, а його начальником був кап. SG Юзеф Шнайдер. Тим часом (6 квітня 1908 р.) головну частину було перейменовано в польовий гаубичний полк № 1.
У травні 1911 р. йому надано звання капітана і переведений на посаду начальника 3-го відділу при тому ж командуванні корпусу. 20 липня 1914 року на нього покладено функції делегата Генерального штабу і Головного командування армії при стрілецьких частинах. 2 серпня 1914 року за згодою начальства Дж Рибак, як офіцер, відповідальний за агента розвідки Юзефа Пілсудського, дав йому дозвіл на мобілізацію Стрілецької асоціації та польських стрілецьких команд. Дж Рибак 15 серпня 1914 р. його призначили начальником 2-го відділу штабу 1-ї армії. Потім служив заступником начальника штабу 57-ї стрілецької дивізії та начальником штабу 59-ї стрілецької дивізії. З 1 лютого 1916 року йому надано звання майора за вислугою років. 1 серпня 1917 року став заступником начальника генерального штабу люблінського губернатора. 1 травня 1918 р. проведений у підполковники. З вересня по листопад 1918 року був начальником штабу 58-ї піхотної дивізії на італійському фронті на П'яві.
Був у Війську Польському з листопада 1918 року. Листопад — грудень 1918 р. голова Польської військово-ліквідаційної комісії при ц. і к. Військове міністерство у Відні. 10 грудня 1918 року він повернувся до Варшави і обійняв посаду начальника 6-го інформаційного відділу Генерального штабу. 10 березня 1919 року призначений начальником Першого мобілізаційно-організаційного відділу Міністерства військових справ. 10 березня 1920 р. в рамках реорганізації міністерства йому було доручено посаду начальника І відділу Організаційно-мобілізаційного штабу Міністерства військових справ. Відіграв важливу роль під час війни 1920 року з більшовиками. Командував оперативною групою 3-ї армії (квітень — липень), начальник штабу 4-ї армії (липень — жовтень). 29 травня 1920 року затверджений у полковниках 1 квітня 1920 року в артилерії, в групі старшин колишньої австро-угорської армії . 10 жовтня 1920 року він став головою делегації Війська Польського в Консенсусній комісії в Барановичах і Арбітражній комісії в Мінську.
30 січня 1921 року став начальником Управління Суворої військової ради — 2-м заступником начальника Генерального штабу. 13 грудня 1921 року призначений першим заступником начальника Генерального штабу у Варшаві. 3 травня 1922 р. йому надано звання бригадного генерала зі стажем роботи з 1 червня 1919 р. і 34 р. посаду в генеральському корпусі. 4 червня 1924 року призначений командиром корпусного округу № IX у Бресті. На цій посаді 1 грудня 1924 року йому було проведено звання генерал-майора з вислугою років 15 серпня 1924 року та 10. посаду в генеральському корпусі. 31 липня 1926 року президент Республіки Польща Ігнацій Мосціцький звільнив його з посади командувача корпусним округом і призначив інспектором армії у Варшаві. 10 серпня 1930 року Президент РП звільнив його з посади армійського інспектора і передав у розпорядження військового міністра зі збереженням попередньої надбавки за службу. 31 грудня 1930 року за власним бажанням звільнений у відставку.
Жив під Берестям, де господарював на купленому хуторі. Під час окупації не брав участі в русі опору, хоча на короткий час був ув'язнений гестапо. У 1945 році пішов добровольцем на службу до Польської народної армії. Його не прийняли через вік. Керував слюсарною майстернею в Кракові. Помер 8 травня 1953 р. у Кракові. Похований на Раковицькому цвинтарі.

## Ордени та нагороди
- Срібний хрест Військового ордена Virtuti Militari (1921)[8]
- Командорський хрест Ордена Відродження Польщі (7 листопада 1925)[9]
- Офіцерський хрест ордена Відродження Польщі (2 травня 1922)[10]
- Хрест Доблесті (двічі)
- Пам'ятна медаль за війну 1918—1921 [4]
- Медаль десятої річниці відновлення незалежності [4]
- Пам'ятний знак Генерального інспектора Збройних Сил
- Великий хрест ордена Святого Сави (Королівство Югославія, 1929)[11]
- Орден Хреста Свободи ІІІ ступеня (Естонія)
- Лицарський хрест ордена Почесного легіону (Франція, 1921)[12]